# Bartomeu Brufalt

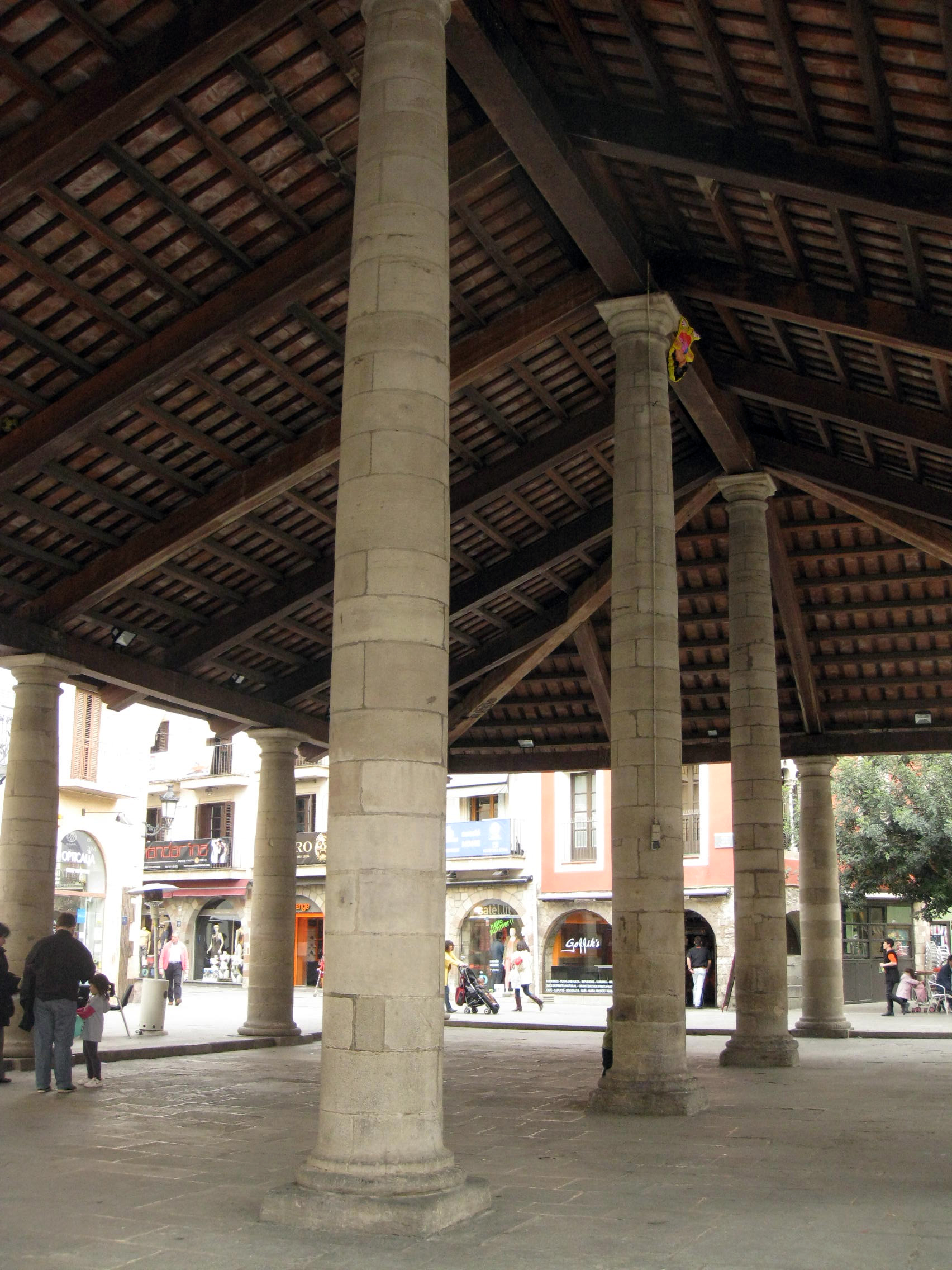
Porxada de Granollers

Bartomeu Brufalt fou el mestre d'obres de la Porxada de Granollers. Sabem que va construir la porxada per encàrrec del consell de la Vila, entre 1586 i 1587. Actualment hi ha un carrer de Granollers que porta el seu nom.